# Cribellate Spinnen
Cribellate Spinnen (Cribellatae) sind Echte Webspinnen, die dank besonderer Organe in der Lage sind, Fangwolle ohne Leimtröpfchen für ihre Spinnennetze herzustellen. Sie unterscheiden sich grundlegend von den ecribellaten Spinnen, die Leimfäden produzieren. Cribellatae und Ecribellatae wurden früher auf Grund ihrer erstaunlichen Unterschiede in der Produktion ihrer Spinnseide als Infraordnungen behandelt. Heute folgt man stattdessen der Einteilung in Haplogynae und Entelegynae, die sich am Aufbau der Geschlechtsorgane orientiert und jeweils sowohl cribellate als auch ecribellate Spinnen umfasst.

## Die cribellaten Fallen
Die zusammengesetzten Fangfäden der cribellaten Spinnen bestehen aus ein bis zwei Achsenfäden, kräftigen Kräuselrandfäden und der noch feineren und sehr dichten Fangwolle, die auch ohne Leim sehr effektiv ist und aus Einzelfäden mit einem Durchmesser von weniger als 15 nm besteht. Mit dem Calamistrum an dem letzten Beinpaar bürsten die cribellaten Spinnen diese Fangwolle in Bündeln auf die Achsfäden. Die so entstandenen zusammengesetzten Fangstränge schimmern meist bläulich und wirken wie Fußangeln, in denen sich die Beutetiere hilflos verstricken. Die Adhäsion beruht hier nicht wie bei den ecribellaten Spinnen auf Leimtröpfchen.
Ein Vorteil der leimfreien cribellaten Fäden ist, dass sie nicht wie die Leimfäden austrocknen und ersetzt werden müssen. Das versetzt viele Arten, wie Angehörige der cribellaten Familien Psechridae und der Kräuselradnetzspinnen in die Lage, ihre Netze von beeindruckender Größe beständig weiterzubauen. Andere bilden Aggregationen und Kolonien mit dauerhaften Fangnetzen, wie zum Beispiel Philoponella arizonicus und Philoponella oweni in Mittelamerika.
Für die Herstellung des Gerüstes ihres Netzes verzichten die cribellaten Spinnen auf die Herstellung dieser Fangwolle. Die Grundkonstruktion der Falle wird allein mit den stärkeren Achsfäden hergestellt.

## Cribellum und Calamistrum
Das Cribellum ist sehr wahrscheinlich homolog zu vorderen und mittleren Spinnwarzen der Gliederspinnen (Mesothelae) sowie den vier Paar aktiven Spinnwarzen der hypothetischen Urform der Webspinnen. Bei den ecribellaten Spinnen sitzt an dieser Stelle ein vermutlich funktionsloser Hügel, der Colulus. Das Cribellum, auch Spinnplatte genannt, ist eine Platte, die dicht mit bis zu 40.000 oder 50.000 Spinnspulen besetzt ist. Mit jeder Häutung nimmt die Anzahl der Spinnspulen zu. Diese Spinnspulen sind kleine Röhrchen oder Öffnungen, aus denen 10–15 nm dünne, knotig strukturierte Fäden ausgeschieden werden. Die Seide wird hier, wie bei anderen Spinnen auch, über gewöhnliche Spinndrüsen produziert.
Das Calamistrum ist einem Kamm ähnlich, der am Metatarsus (Fersenglied) des vierten Beinpaares sitzt. Jede Borste dieses Borstenkammes ist besetzt mit einer Zackenreihe. Bei einigen Arten ist das Calamistrum der Männchen nur undeutlich ausgeprägt. Die Fangwolle wird mit dem Calamistrum aus dem Cribellum gekämmt und auf die dickeren Achsfäden aufgetragen.

## Das Cribellaten-Problem
Da es unwahrscheinlich ist, dass so markante Ausprägungen wie Cribellum und Calamistrum mehrmals unabhängig voneinander entstanden sind, geht man davon aus, dass alle cribellaten Spinnen einen gemeinsamen Vorfahren haben.
Da bei den Ecribellaten das Cribellum zum Colulus reduziert ist oder ganz fehlt (wie das Calamistrum), nahm man an, dass diese niemals ein Cribellum entwickelt hatten und von einem cribellatenlosen Vorfahren abstammten. Somit wären beide Gruppen als monophyletisch zu betrachten gewesen. Daher war es in der Systematik der Echten Webspinnen lange üblich, Cribellatae und Ecribellatae als Infraordnungen zu behandeln.
Heute erscheint es wahrscheinlicher, dass Cribellum und Calamistrum zum Grundbauplan der modernen Spinnen gehören, d. h., der letzte gemeinsame Vorfahre aller rezenten Spinnen mit Ausnahme der Gliederspinnen über diese Strukturen verfügte. Im Laufe der Evolution ist daraus viele Male das ecribellate „Leimnetz“ konvergent entstanden. Bei zahlreichen Familien gingen sogar beide Netztypen verloren, als sie sekundär zur frei jagenden Lebensweise übergingen. Diese Anschauung wird auch durch molekulare Stammbäume (auf Basis von homologen DNA-Abschnitten) gestützt. Neue Einsichten ergaben sich dadurch auch auf die Evolution des Radnetzes. Während man früher annahm, dass das Radnetz bei cribellaten und ecribellaten Spinnen unabhängig voneinander, konvergent, entstand, erscheint es nun wahrscheinlicher, dass alle radnetzbauenden Spinnen, ob mit cribellaten oder Leimfäden, so eng verwandt sind, dass das Radnetz eine Homologie ist.

## Cribellate Familien
- aus der Teilordnung Haplogynae:
  - Filistatidae
- aus der Teilordnung Entelegynae:
  - Röhrenspinnen (Eresidae)
  - Oecobiidae[4]
  - Psechridae
  - Finsterspinnen (Amaurobiidae)
  - Kalksteinspinnen (Titanoecidae)
  - Kräuselradnetzspinnen (Uloboridae)
  - Kräuselspinnen (Dictynidae)[4]
  - Kräuseljagdspinnen (Zoropsidae)

## Quelle
- Rainer F. Foelix: Biologie der Spinnen. Georg Thieme Verlag, Stuttgart 1979, ISBN 3-13-575801-X

1. ↑  Jeremy A. Miller, Anthea Carmichael, Martín J. Ramírez, Joseph C. Spagna, Charles R. Haddad, Milan Rezác, Jes Johannesen, Jirí Král, Xin-Ping Wang, Charles E. Griswold (2010): Phylogeny of entelegyne spiders: Affinities of the family Penestomidae (NEW RANK), generic phylogeny of Eresidae, and asymmetric rates of change in spinning organ evolution (Araneae, Araneoidea, Entelegynae). Molecular Phylogenetics and Evolution 55: 786–804. doi:10.1016/j.ympev.2010.02.021
2. ↑  Joseph C. Spagna & Rosemary G. Gillespie (2008): More data, fewer shifts: Molecular insights into the evolution of the spinning apparatus in non-orb-weaving spiders. Molecular Phylogenetics and Evolution
Volume 46, Issue 1:  347-368. doi:10.1016/j.ympev.2007.08.008
3. ↑  Todd A. Blackledge, Nikolaj Scharff, Jonathan A. Coddington, Tamas Szuts, John W. Wenzel, Cheryl Y. Hayashi, Ingi Agnarsson (2009): Reconstructing web evolution and spider diversification in the molecular era. Proceedings of the National Academy of Science USA vol. 106 no. 13: 5229-5234. doi:10.1073/pnas.0901377106
4. 1 2  Gertsch, Willis J.: American Spiders, 2nd edition. Van Nostrand Reinhold, New York 1979, ISBN 0-442-22649-7

## Weitere Literatur
- S. Baum (1974): Zum "Cribellaten-Problem": Die Genitalstrukturen der Oecobiinae und Urocteinae (Arach.: Aran.: Oecobiidae). Abh Verh Naturwiss Ver Hamburg 16: 101–153
- P. Lehtinen (1967): Classification of the cribellate spiders and some allied families, with notes on the evolution of the suborder Araneomorpha. Ann Zool Fenn 4: 199–468